# Josef Šroubek
Josef „Boban” Šroubek (Osztrák–Magyar Monarchia, Csehország, Prága, 1891. december 2. – Csehszlovákia, Prága, 1964. augusztus 29.) olimpiai bronzérmes, többszörös Európa-bajnok cseh nemzetiségű csehszlovák jégkorongozó.
Karrierjét a CSS Prahában kezdte 1910-ben. 1922-ig volt csapattag, kivéve az első világháború éveit. 1922-től 1929-ig a HC Slavia Prahában játszott.
Válogatottként először a bohémiai csapatban játszott az 1911-es Európa-bajnokságon. Ekkor aranyérmesek lettek. 1912-ben is aranyérmet nyertek, de ezt a tornát törölték, mert Ausztria is játszott de még nem volt tag. Az 1913-ason már csak ezüstérmet.
Részt vett az 1920-as nyári olimpián, ahol a csehszlovák válogatott tagja volt. Első mérkőzésükön a kanadai válogatott 15–0-ra legyőzte őket. Ezután az ezüstéremért játszottak az amerikai válogatottal, és ismét nagyon kikaptak, ezúttal 16–0-ra. A bronzmérkőzésen viszont 1–0-ra legyőzték a svéd válogatottat, és így bronzérmesek lettek.
Szintén részt vett 1924-es téli olimpián. Először Kanadától megsemmisítő 30–0-s vereséget kaptak, majd a svédektől 9–3-at, végül csak a svájci válogatottat tudták legyőzni 11–2-re, így harmadikok lettek a csoportban, és nem jutottak tovább. Végül az ötödikek lettek.
Az 1928-as téli olimpián kikaptak a svédektől, majd megverték a lengyeleket, de csak három csapat volt a csoportban, így nem jutottak tovább.
1922-ben, 1925-ben és 1929-ben Európa-bajnok lett. 1921-ben és 1926-ban ezüstérmes és 1923-ban bronzérmes a jégkorong-Európa-bajnokságon.
Tagja a Cseh Jégkorong Hírességek Csarnokának.